# Liste der 999 Frauen des Heritage Floor/Eleonore von Aquitanien
Diese Liste beschreibt das Gedeck für Eleonore von Aquitanien auf dem Tisch der Kunstinstallation The Dinner Party von Judy Chicago. Sie ist Teil der Liste der 999 Frauen des Heritage Floor, die den jeweiligen Gedecken auf dem Tisch zugeordnet sind. Die Namen der 999 Frauen befinden sich auf den Kacheln des Heritage Floor, der unterhalb des Tisches angeordnet, zur Kunstinstallation gehört.

## Beschreibung
Die Installation besteht aus einem dreiseitigen Tisch, an dem jeweils 13 historische oder mythologische Persönlichkeiten, somit insgesamt 39 Personen, von der Urgeschichte bis zur Frauenrechtsbewegung Platz finden. Diesen Personen wurde am Tisch jeweils ein Gedeck bestehend aus einem individuell gestalteten Tischläufer, einem individuell gestalteten Teller sowie einem Kelch, Messer, Gabel, Löffel und einer Serviette zugeordnet. Die erste Seite des Tisches widmet sich der Urgeschichte bis zur Römischen Kaiserzeit, die zweite der Christianisierung bis zur Reformation und die dritte von der Amerikanischen Revolution bis zur Frauenbewegung. Jedem Gedeck auf dem Tisch sind weitere Persönlichkeiten zugeordnet, die auf den Fliesen des Heritage Floor, der den Raum unter dem Tisch und die Mitte des Raumes zwischen den Seite des Tisches einnimmt, einen Eintrag erhalten haben. Diese Liste erfasst die Persönlichkeiten, die dem Gedeck von Eleonore von Aquitanien zugeordnet sind. Ihr Platz befindet sich an der zweiten Tischseite.

### Hinweise
Zusätzlich zu den Namen wie sie in der deutschen Transkription oder im wissenschaftlichen Sprachgebrauch benutzt werden, wird in der Liste die Schreibweise aufgeführt, die von Judy Chicago auf den Kacheln gewählt wurde.
Die Angaben zu den Frauen, die noch keinen Artikel in der deutschsprachigen Wikipedia haben, sind durch die unter Bemerkungen angeführten Einzelnachweise referenziert. Sollten einzelne Angaben in der Tabelle nicht über die Hauptartikel referenziert sein, so sind an der entsprechenden Stelle zusätzliche Einzelnachweise angegeben. Bei Abweichungen zwischen belegten Angaben in Wikipedia-Artikeln und den Beschreibungen des Kunstwerks auf der Seite des Brooklyn Museums wird darauf zusätzlich unter Bemerkungen hingewiesen.

### Gedeck für Eleonore von Aquitanien

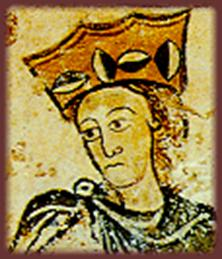
Eleonore von Aquitanien

Eleonore von Aquitanien wurde um 1122 in Poitiers im Poitou geboren. Sie entstammte der Dynastie der Herzöge von Aquitanien, Nachfolger karolingischer Könige von Aquitanien und Herrscher über das größte Herzogtum auf französischem Boden. Eleonore heiratete 1137 den französischen Thronfolger Ludwig. Bereits kurze Zeit später starb Ludwig VI. Am 8. August 1137 wurde Ludwig VII. gekrönt und Eleonore wurde Königin von Frankreich. In dieser Ehe wurden zwei Mädchen geboren und im März 1152 wurde sie annulliert. Im Mai 1152 heiratete sie Heinrich Plantagenet, den späteren König von England, mit dem sie acht weitere Kinder hatte. Sie zählt zu den einflussreichsten Frauen des Mittelalters und hat diese Zeit maßgeblich geprägt. Während ihrer Ehe mit Heinrich drängte sie auf eigenständige Machtausübung, was die Ehe konfliktreich gestaltete. Sie schloss sich in den Jahren 1173/1174 der Rebellion dreier ihrer Söhne gegen den Vater an und wurde dafür von Heinrich 15 Jahre lang unter Hausarrest gestellt. Nach seinem Tod im Jahr 1189 während der Herrschaft ihrer beiden überlebenden Söhne Richard Löwenherz und Johann Ohneland, nahm sie erneut eine bedeutende politische Rolle ein.
Bereits zu ihren Lebzeiten bildeten sich Mythen und Legenden über sie. So wurde sie des Ehebruchs mit ihrem Onkel beschuldigt. Sie galt als Beispiel einer machthungrigen, intriganten Herrscherin. In den letzten Jahrzehnten hat sich dieses Bild gewandelt, nicht zuletzt durch den Film Der Löwe im Winter. Eleonore wurde zur Hauptfigur zahlreicher belletristischer Werke. In diesen wird ein anderes Bild gezeichnet, sie gilt als Gönnerin von Dichtern und Minnesängern. Für diese Darstellung finden sich jedoch keine historischen Quellen. Die insgesamt dürftige Quellenlage macht es schwer, der historischen Person Eleonore gerecht zu werden. Als Leitmotiv ihres Lebens wird ihr zugeschrieben, ihre Rolle als Königin wahrzunehmen und die Integrität ihres Herzogtums Aquitanien zu wahren.
Die Lilie, auch die heraldische Lilie, dominieren das Gedeck der Eleonore von Aquitanien auf dem Tisch der Dinner Party. Sie wiederholt sich auf Vorder- und Rückseite des Tischläufers und schmückt den Initial-Buchstaben „E“ ihres Namens auf der Vorderseite. Die Lilie ist das heraldische Symbol für Frankreich und findet sich häufig in der Kunst des Mittelalters. Sie ist auch ein Symbol der Jungfrau Maria. Die tiefblaue Farbe der Lilie repräsentiert die Treue, die Form ihrer Blätter, die an Klingen erinnert, deutet an, dass die Seele der Mutter von der Trauer um ihren Sohn durchbohrt wurde. Dies bezieht sich auf Marias Gespräch mit Simeon in Lukas (Lk 2,35 ). Diese Anspielungen sollen Eleonores Macht als Königin betonen.
Gestaltet wurde der Tischläufer ähnlich wie die Wandteppiche von Adligen. Die Bilder stammen aus dem Unicorn Tapestries, einem der berühmtesten und spektakulärsten, aber auch rätselhaftesten Wandteppichen des Spätmittelalters, in dem es um mystische Einhörner geht. Ein Gatter auf dem Läufer umgibt den Teller von Eleonore. Ähnlich wie im Wandteppich das Einhorn in solch einem Gatter festgesetzt wird, soll er auf dem Tischläufer auf die Inhaftierung Eleonores durch ihren Mann Heinrich hinweisen, gleichzeitig wird ihre Macht als Königin mit der mystischen Macht des Einhorns verglichen. Die Blumenmuster auf dem Läufer leiten sich von den Tapisserien des Mittelalters ab, die mit Millefleurs bedeckt waren, die auch in den Einhorn-Tapisserien zu sehen sind.
| Name                                  | Schreibweise auf der Kachel | Geburtsdatum   | kulturräumliche Zuordnung                                    | Bemerkungen | Bild |
| ------------------------------------- | --------------------------- | -------------- | ------------------------------------------------------------ | --- | ---- |
| Adela von Blois                       | Adela of Blois              | um 1062        | Grafschaft Blois                                             | Regentin für ihren Ehemann, während dieser am Ersten Kreuzzug und am Kreuzzug von 1101 teilnahm. Mutter von Stephan von Blois, König von England. |      |
| Adelheid von Susa                     | Adelaide of Susa            | um 1014        | Markgrafschaft Turin                                         | Markgräfin von Turin und die letzte aus dem Geschlecht der Arduine. |      |
| Agnes von Poitou                      | Agnes of Poitou             | 1025           | Heiliges Römisches Reich                                     | Nach dem Tod ihres Mannes Kaiser Heinrich III. während der Minderjährigkeit ihres Sohnes Heinrich IV. von 1056 bis 1061 war sie Regentin des römisch-deutschen Reiches. 1061 zog sie sich nach einem von ihr mitverschuldeten Papstschisma aus der Regierungsverantwortung zurück, sicherte aber weiterhin die Thronansprüche ihres Sohnes. |      |
| Almucs de Castelnau                   | Almucs de Castelnau         | um 1140        | Französisches Königreich, Avignon                            | Eine Trobairitz, eines ihrer Werke blieb erhalten. |      |
| Barbe de Verrue                       | Barbe De Verrue             | 13. Jh.        | Französisches Königreich, Orléanais                          | Trobairitz und Sängerin. |      |
| Beatrix de Vesci                      | Lady Beatrix                | 11. Jh.        | England                                                      | Beatrix de Vesci von Alnwick Castle, adelige Dame des Hauses de Vesci, Tochter und Alleinerbin von Ivo de Vesci. |      |
| Beatriz de Dia                        | Beatrice de Die             | 12. Jh.        | Französisches Königreich, Die                                | Gräfin von Die, die als Trobairitz bekannt war. |      |
| Berenguela von Kastilien              | Berenguela                  | 1180           | Königreich Kastilien                                         | Königin von Kastilien, Königin von León, Schirmherrin religiöser Institutionen, verantwortlich für die Wiedervereinigung von Kastilien und León unter der Autorität ihres Sohnes und Unterstützerin seiner Bemühungen während der Reconquista.                                                                                              |      |
| Blanka von Kastilien                  | Blanche of Castile          | 1188           | Königreich Frankreich                                        | Königin und zeitweilige Regentin von Frankreich. |      |
| Dervorguilla de Balliol               | Dervorguilla                | um 1210        | Schottland                                                   | 'Lady of substance' im 13. Jahrhundert in Schottland, Mutter von John I., König von Schottland. |      |
| Edith von Schottland                  | Matilda                     | um 1080        | Schottland, England                                          | Erste Ehefrau des englischen Königs Heinrich I., Tochter des schottischen Königs Malcolm III. und der heiligen Margareta. |      |
| Edith von Wessex                      | Edith                       | 1029           | England                                                      | Ehefrau des englischen Königs Eduard der Bekenner und gekrönte Königin Englands. |      |
| Hawise                                | Hawisa                      | 12. Jh.        | England                                                      | Anglonormannische Adlige aus dem Haus Blois. |      |
| Isabel de Redvers                     | Isabella De Forz            | 1237           | England                                                      | Countess of Devon und Lady of the Isle of Wight aus eigenem Recht. Als Ehefrau trug sie den Namen Isabel de Forz oder Isabella de Fortibus. |      |
| Johanna I.                            | Jeanne of Navarre           | 1273           | Königreich Navarra                                           | Aus eigenem Recht von 1274 bis 1305 Gräfin der Champagne und Königin von Navarra sowie durch ihre Ehe mit Philipp IV. dem Schönen von 1285 bis 1305 Königin von Frankreich. |      |
| Lady Godiva                           | Lady Godiva                 | 11. Jh.        | England                                                      | Adlige, die der Legende nach nackt (nur mit ihren langen Haaren bedeckt) durch Coventry ritt, um ihren Mann davon zu überzeugen, die Steuerlast zu senken. |      |
| Margaret de Lacy, Countess of Lincoln | Margaret of Lincoln         | um 1206        | England                                                      | Countess of Lincoln. |      |
| Mairgréag Ní Chearbhaill              | Failge                      | 15. Jh.        | Irland                                                       | Eine gälisch-irische Adlige aus dem 15. Jahrhundert, die vor allem wegen ihrer Gastfreundschaft und Frömmigkeit in Erinnerung blieb. Sie erhielt den Spitznamen Mairgréag an Einigh, nachdem sie 1433 zwei unglaubliche Feste gefeiert hatte und 1445 nach Santiago de Compostela pilgerte.                                                 |      |
| Margareta von Schottland              | Margaret                    | um 1046/1047   | Schottland                                                   | Als Ehefrau von Malcolm III. schottische Königin und Patronin Schottlands. Gemeinsam mit ihrem Mann begründete sie das Vorgängerkloster der Abtei Dunfermline. |      |
| Maria                                 | Virgin Mary                 | 1. Jh. v. Chr. | Neues Testament, Galiläa                                     | Ist die im Neuen Testament genannte Mutter des Jesus von Nazaret. Sie lebte mit ihrem Mann Josef und weiteren Angehörigen in der Kleinstadt Nazaret in Galiläa. Maria wird im Christentum als Mutter Jesu Christi besonders verehrt und ist auch im Koran als jungfräuliche Mutter Jesu erwähnt.                                            |      |
| Maria de Ventadorn                    | Maria de Ventadorn          | 12. Jh.        | Französisches Königreich, Limousin                           | Trobairitz |      |
| Marie de France                       | Marie de France             | um 1135        | Île-de-France, England                                       | Mittelalterliche Verfasserin von Versnovellen und Fabeln. |      |
| Marie von Champagne                   | Marie of Champagne          | um 1174        | Französisches Königreich, Flandern, Lateinisches Kaiserreich | Gräfin von Flandern und lateinische Kaiserin von Konstantinopel aus dem Haus Blois, Tochter von Heinrich I. von Champagne und Marie de France. |      |
| Mathilde von Flandern                 | Matilda of Flanders         | um 1030        | England, Flandern                                            | Tochter von Balduin V. und Adela von Frankreich, Ehefrau von Wilhelm I., Herzogin der Normandie, zwei Jahre nach der Eroberung Englands 1066 als Mathilde I. zur Königin von England gekrönt |      |
| Mathilde von Tuszien                  | Mathilde of Tuscany         | um 1046        | Heiliges Römisches Reich, Toskana                            | Markgräfin der Toskana auf der Burg Canossa im Apennin der Emilia-Romagna, Tochter von Bonifatius von Canossa und Beatrix von Lothringen. |      |
| Melisende (Jerusalem)                 | Melisande                   | 1105           | Königreich Jerusalem                                         | Königin von Jerusalem von 1131 bis 1153, Tochter des Königs Balduin II. und der armenischen Prinzessin Morphia von Melitene. |      |
| Subh von Cordoba                      | Sobeya                      | um 940         | Kalifat von Córdoba                                          | Regentin für ihren Sohn Abu l-Walid Hischam II. al-Mu'ayyad bi-llah, dem dritten Kalifen von Córdoba. |      |
| Tibors de Sarenom                     | Fibors                      | um 1130        | Königreich Frankreich                                        | Die früheste Trobairitz, aktiv in der klassischen Zeit der okzitanischen Literatur des Mittelalters auf dem Höhepunkt der Popularität der Troubadoure. |      |
| Violante von Bar                      | Violante                    | 1365           | Aragón                                                       | Königin von Aragón. Ihr Ehemann überließ ihr einen Großteil der Regierungsgeschäfte. |      |

Einzelnachweise
1. ↑  Brooklyn Museum: Eleanor of Aquitaine. In: brooklynmuseum.org. Abgerufen am 21. Oktober 2019.